# Pogreška zaokruživanja
Pogreška zaokruživanja (eng. round-off error, fra. erreur d'arrondi, nje. Rundungsfehler) je pogreška koja se javlja u računanju, a u svezi je sa sklopovljem, a ne s programskom opremom. Pojam valja razlikovati od pojma pogreške aproksimacije (eng. approximation error, nje. Fehlerschranke, fra. Erreur d'approximation).
Operacije s plivajućom točkom (eng. floating point) pogrešku zaokruživanja redovno unose u rezultat, a kako se povećava broj operacija, tako se povećava pogreška zbog akumuliranja. 
S obzirom na to da je ova pogreška u svezi sa sklopovljem, a ne s programima, programer ovdje može mnogo manje napraviti da se ova pogreška ne pojavljuje.